# Лео Бертос
Лео Бертос (англ. Leo Bertos, * 20 грудня 1981, Веллінгтон, Нова Зеландія) — новозеландський футболіст, півзахисник «Веллінгтон Фенікс» та національної збірної Нової Зеландії.

## Клубна кар'єра
Лео Бертос розпочав свої виступи в відомій команді Веллінгтона «Веллінгтон Олімпік», згодом його запримітили англійські футбольні фахівці та зманили до Англії. Спершу був «Барнслі», але закріпитися в його основі Лео не вдалося, тому він перебрався до «Рочдейл»а, де провів доволі вдалі кілька сезонів. Подальша його футбольна кар'єра пройшла ще в 5-ти англійських клубах за два сезони — «Честер Сіті», «Барроу», «Йорк Сіті», «Скарборо» та «Ворксоп Таун». Награвшись в футбол в різних клубах та лігах англійських, Лео рішив повернутися додому, тому спочатку він перебрався в австралійську лігу де грав за   «Перт Глорі», а потім уже був рідний Веллінгтон — «Веллінгтон Фенікс».  Учасник фінальної частини 19-ого Чемпіонату світу з футболу 2010 в Південно-Африканській Республіці.

## Титули і досягнення
- Володар Кубка націй ОФК: 2008
- Бронзовий призер Кубка націй ОФК: 2004, 2012